# Nejdek
Nejdek (en allemand : Neudek) est une ville du district et de la région de Karlovy Vary, en Tchéquie. Sa population s'élevait à 7 733 habitants en 2025.

## Géographie
Nejdek se trouve dans les monts Métallifères et la vallée de la Rolava, à 12 km au nord-nord-est de Sokolov, à 15 km au nord-ouest de Karlovy Vary et à 125 km à l'ouest-nord-ouest de Prague.
La commune est limitée par Vysoká Pec et Nové Hamry au nord, par Pernink, Merklín et Hroznětín à l'est, par Děpoltovice, Smolné Pece, Nová Role, Božičany, Černava et Jindřichovice au sud, et par Šindelová à l'ouest.

## Histoire
La ville a été fondée vers 1250 en tant que colonie minière pour l'extraction de l'étain. La première mention écrite de Nejdek date de 1340, lorsque le monastère de Teplá accorde la permission à Peter Plik d'acheter un domaine à Nejdek, ce qui est confirmé par une charte du roi Jean de Luxembourg le 20 septembre 1341.

## Population
Recensements ou estimations de la population de la commune dans ses limites actuelles :
| 1869* | 1880* | 1890* | 1900* | 1910*  | 1921*  |
| ----- | ----- | ----- | ----- | ------ | ------ |
| 6 724 | 7 747 | 7 836 | 9 369 | 11 958 | 11 626 |

| 1930*  | 1950* | 1961* | 1970* | 1980* | 1991* |
| ------ | ----- | ----- | ----- | ----- | ----- |
| 14 883 | 7 984 | 8 423 | 8 787 | 8 893 | 8 180 |

| 2001* | 2015  | 2016  | 2017  | 2018  | 2019  |
| ----- | ----- | ----- | ----- | ----- | ----- |
| 8 600 | 8 079 | 7 990 | 7 838 | 7 791 | 7 807 |

| 2020  | 2021  | 2022  | 2023  | 2024  | 2025  |
| ----- | ----- | ----- | ----- | ----- | ----- |
| 7 206 | 7 790 | 7 608 | 7 772 | 7 785 | 7 733 |

## Galerie

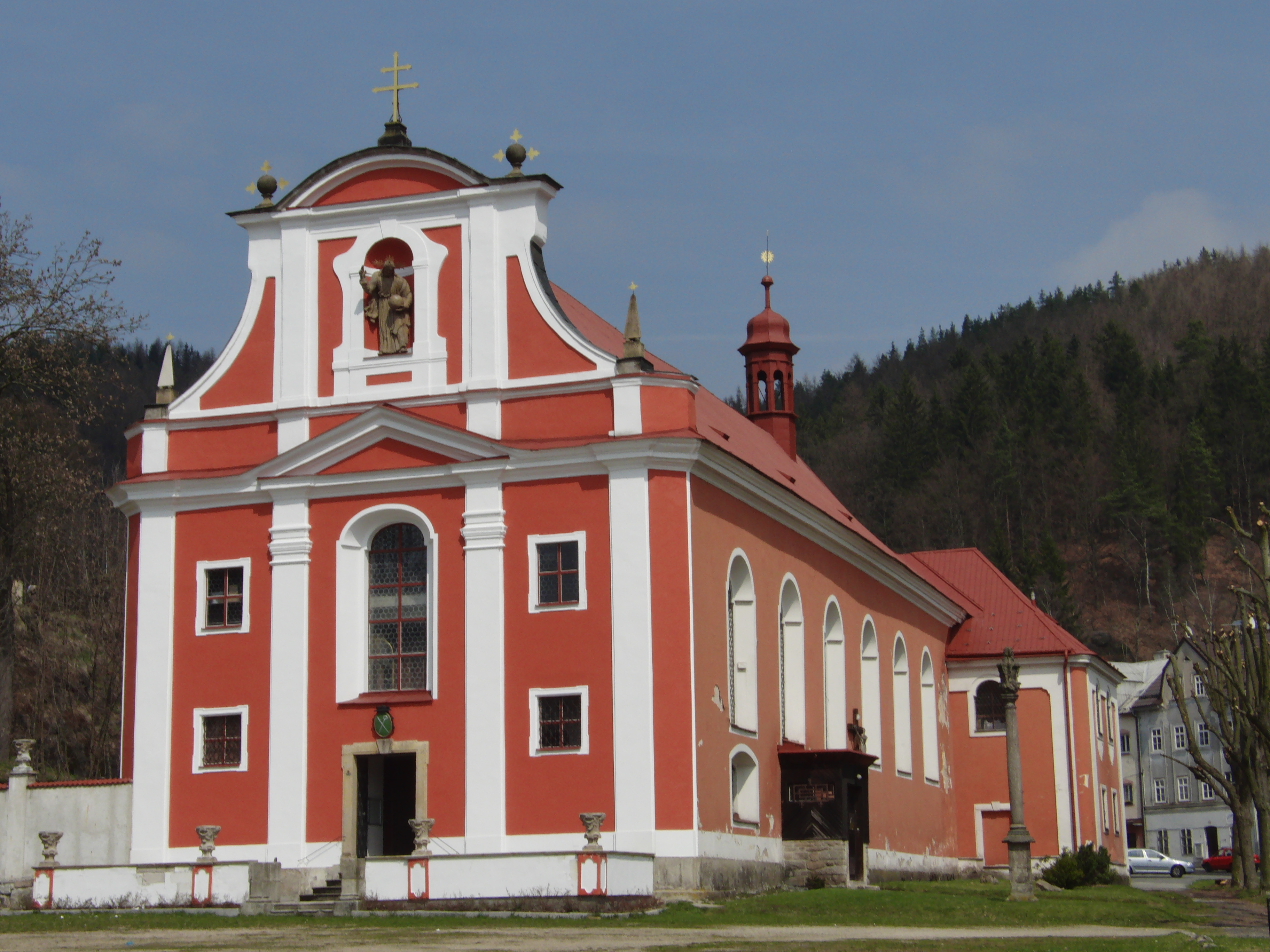
Église Saint-Martin.
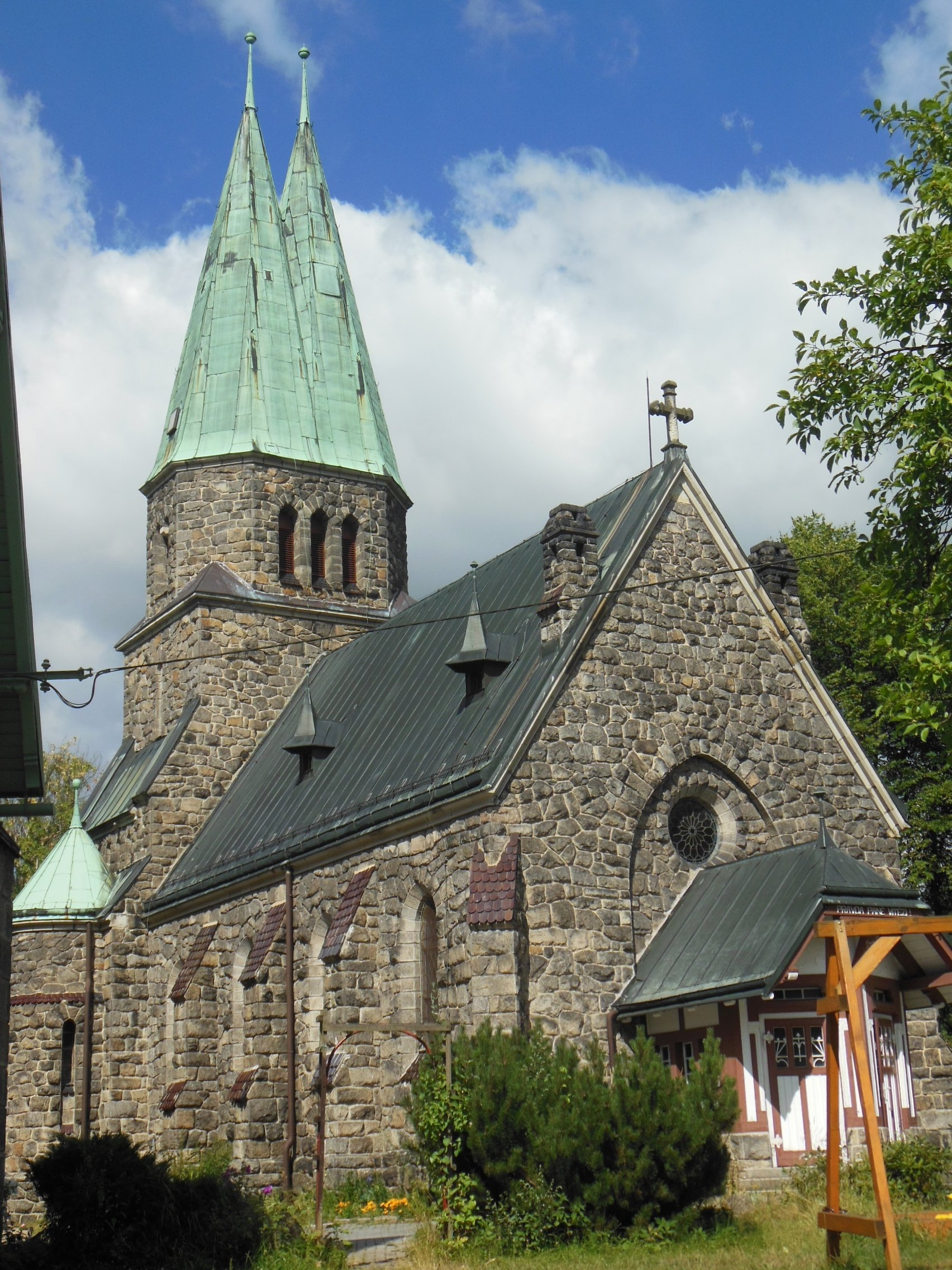
Église évangélique.
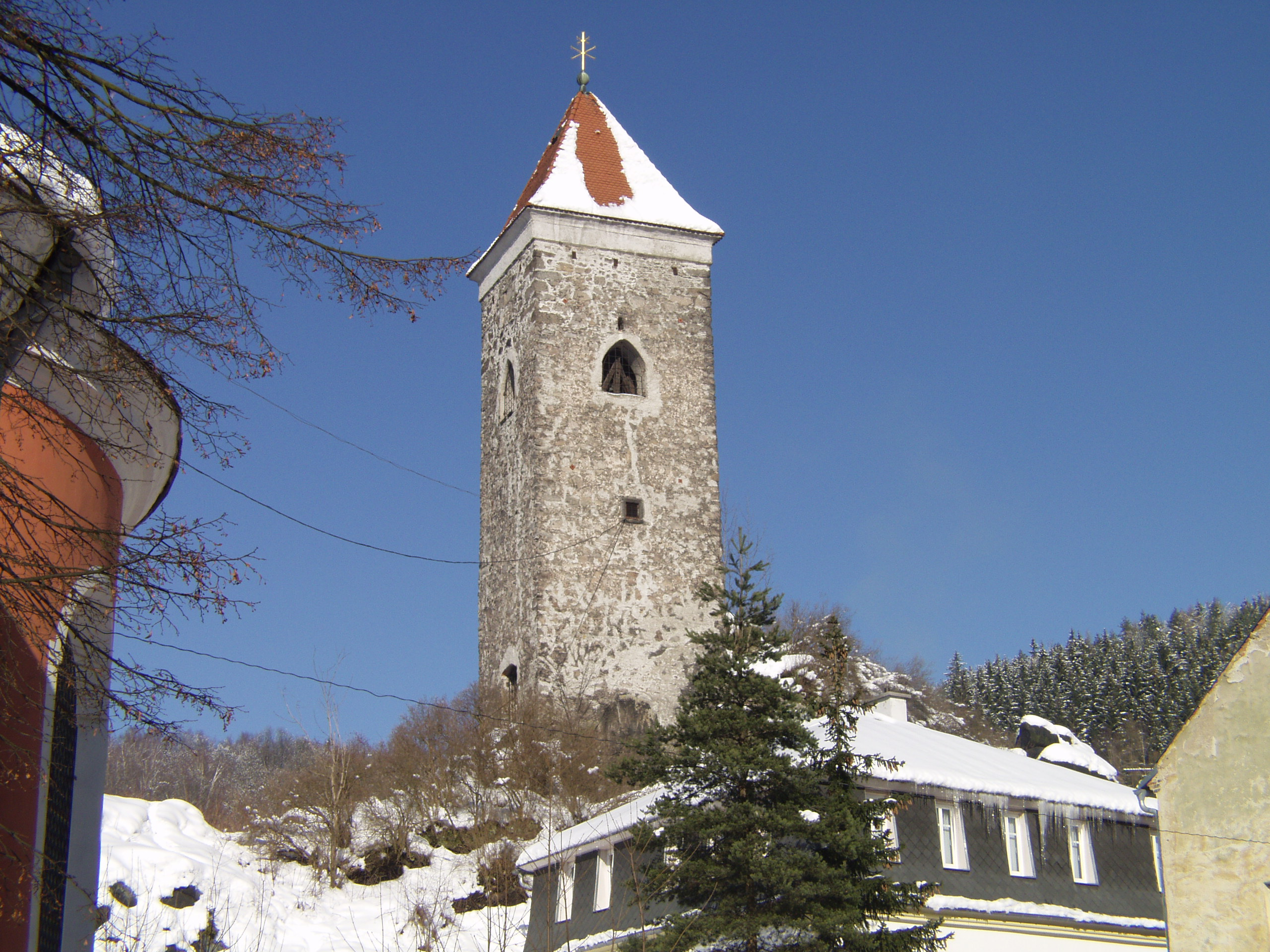
Tour du château noir.

## Économie
La principale entreprise de la ville est la société Nejdecká Česárna Vlny, a.s. (NCV), filiale du groupe G. Modiano Limited, dont le siège est à Londres. Cette usine textile fut construite en 1910 puis modernisée entre 1968 et 1974. Après la révolution de velours, elle fut rachetée par le groupe G. Modiano Ltd., qui en a fait une usine moderne pour le lavage et le peignage de la laine. Couvrant 80 000 m2, elle produit 23 000 tonnes de laine par an et emploie 230 personnes.

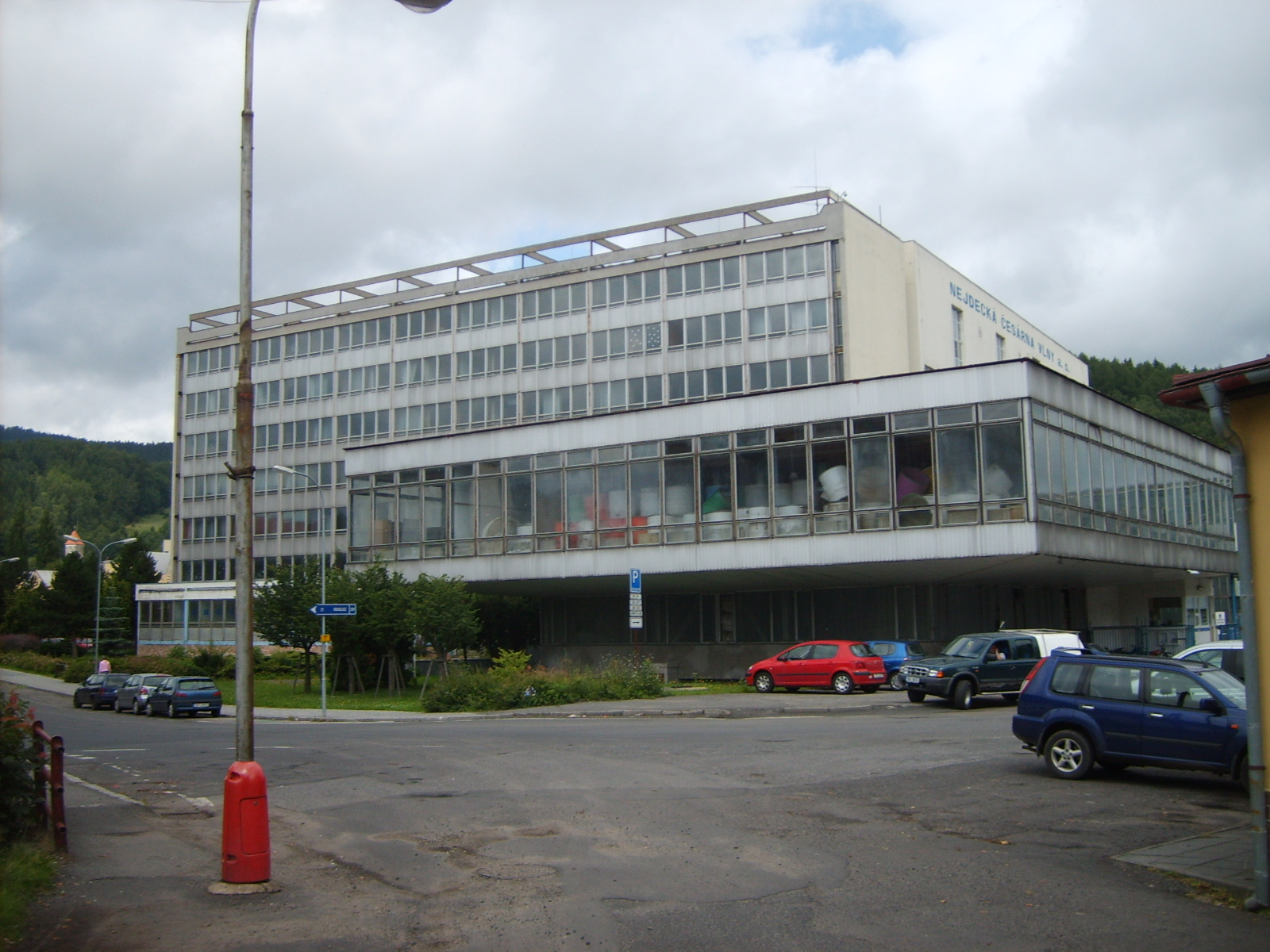
Usine textile NCV.